# Soleichthys tubifera
Soleichthys tubifera és un peix teleosti de la família dels soleids i de l'ordre dels pleuronectiformes.

## Distribució geogràfica
Es troba a les costes de Reunió i Maurici.